# Club Lagoons
O Club Lagoons é um clube de futebol com sede em Malé, Maldivas. A equipe compete no Campeonato Maldivo de Futebol.

## História
O clube foi fundado em 1982.

### Títulos
- Campeonato Maldivo - 1 (1989)
- Copa das Maldivas - 2 (1990 e 1992)
- Copa dos Presidentes -1 (1988-89)